# Steve Meehan
Pour les articles homonymes, voir Meehan.
Pas d'image ? Cliquez ici

Dernière mise à jour le 8 juillet 2015.
Steve Meehan, né en 1966 dans le Queensland (Australie), est un entraîneur australien de rugby à XV.

## Biographie
Auparavant, il a été entraîneur des arrières du Stade Français de 2002 à 2005 sous les ordres de Nick Mallett puis de Fabien Galthié. Il a été responsable de Bath de 2006 à 2011 en Guinness Premiership. Il est entraîneur adjoint de la Western Province, en 2013, puis des Queensland Reds, en 2014 et 2015, en Super Rugby.
À partir de 2015, il est l'entraîneur des arrières du Rugby club toulonnais sous les ordres de Bernard Laporte. Il succède à ce poste à Pierre Mignoni. En septembre 2016, il prend un peu de recul et laisse son poste d'entraîneur des arrières à Mike Ford à partir du 26 septembre, et prend d'autres fonctions au sein du club. Il devient ensuite entraîneur responsable des skills puis assistant vidéo avant de quitter définitivement le club le 28 février 2017.

## Palmarès
- Champion de France : 2003 et 2004
- Challenge européen 2008

## Bilan en tant qu'entraîneur
| Saison      | Club                 | Division                    | Poste              | Classement                  | Coupe d'Europe             | Challenge Européen              |
| ----------- | -------------------- | --------------------------- | ------------------ | --------------------------- | -------------------------- | ------------------------------- |
| 2002 - 2003 | Stade français Paris | Top 16                      | Arrières           | Champion de France          | -                          | Éliminé en quart-de-finale      |
| 2003 - 2004 | Stade français Paris | Top 16                      | Arrières           | Champion de France          | Éliminé en quart-de-finale | -                               |
| 2004 - 2005 | Stade français Paris | Top 16                      | Avants             | Défaite en finale           | Défaite en finale          | -                               |
| 2006 - 2007 | Bath Rugby           | Premiership                 | Entraîneur en chef | 8e                          | -                          | Défaite en finale               |
| 2007 - 2008 | Bath Rugby           | Premiership                 | Entraîneur en chef | Éliminé en demi-finale      | -                          | Vainqueur du Challenge Européen |
| 2008 - 2009 | Bath Rugby           | Premiership                 | Entraîneur en chef | Éliminé en demi-finale      | Éliminé en quart-de-finale | -                               |
| 2009 - 2010 | Bath Rugby           | Premiership                 | Entraîneur en chef | Éliminé en demi-finale      | Éliminé en poule           | -                               |
| 2010 - 2011 | Bath Rugby           | Premiership                 | Entraîneur en chef | 5e                          | Éliminé en poule           | -                               |
| 2013        | Western Force        | Super 15                    | Arrières           | 5e de la poule australienne | -                          | -                               |
| 2014        | Queensland Reds      | Super 15                    | Arrières           | 4e de la poule australienne | -                          | -                               |
| 2014        | Queensland Country   | National Rugby Championship | Entraîneur en chef | 8e                          | -                          | -                               |
| 2015        | Queensland Reds      | Super 15                    | Arrières           | 4e de la poule australienne | -                          | -                               |
| 2015 - 2016 | RC Toulon            | Top 14                      | Arrières           | Défaite en finale           | Éliminé en quart-de-finale | -                               |